# Razza aliena
Razza aliena è un singolo del rapper italiano Rancore, pubblicato il 24 maggio 2020.

## Descrizione
Il brano è stato scritto da Rancore di getto, sull'onda dell'esperienza di reclusione in casa dovuta alla pandemia di COVID-19, spinto dalla volontà di confrontarsi con le proprie paure personali, la razza aliena del brano, e altri sentimenti simili causati dalla quarantena in modo intimo e autoironico. Inoltre, il brano è registrato dentro l'armadio di casa, poiché il rapper era impossibilitato ad andare in studio e i vestiti migliorano l'insonorizzazione e quindi la qualità audio del singolo.

## Tracce
Testi di Tarek Iurcich, musiche di Massimiliano Dagani, Mattia Crescini e Cristiano Campana.
1. Razza aliena – 3:25